# Мондидье (Мозель)
Мондидье́ (фр. Montdidier, нем. Diedersberg) — коммуна во французском департаменте Мозель региона Лотарингия. Относится к  кантону Альбестроф.

## Географическое положение
Мондидье расположен в 55 км к юго-востоку от Меца. Соседние коммуны: Ленен и Франкальтроф на севере, Ренен и Энсмен на северо-востоке, Альбестроф на востоке, Торшвиль на юго-востоке, Небен на юге, Валь-ле-Бенестроф на юго-западе, Нёфвиллаж на западе.

## История
Мондидье был основан в 1628 году принцем де Ликсем-Фальсбур, о чём напоминает герб коммуны с тремя розами. Был разрушен в ходе Тридцатилетней войны.

## Демография
По переписи 2007 года в коммуне проживало 65 человек.

## Достопримечательности
- Следы одного из древнеримских трактов.